# Lepa Radić
Lepa Svetozara Radić (serbisk kyrilliska: Лепа Светозара Радић), född 19 december 1925 i Gašnica, död omkring 11 februari 1943 i Bosanska Krupa, var en jugoslavisk partisan under andra världskriget. Postumt tilldelades hon den jugoslaviska utmärkelsen Nationalhjälteorden 1951.

## Biografi
Radić föddes i Gašnica 1925. Efter att ha gått klart grundskolan i den närliggande byn Bistrica studerade hon ett år på en hantverksskola för kvinnor i Bosanska Krupa och fortsatte sedan att studera vid en skola i Bosanska Gradiška. Hon var från unga år organiserad i Jugoslaviens kommunistiska ungdomsförbund (SKOJ). År 1941 blev hon medlem i Jugoslaviens kommunistiska parti (KPJ).
Den 10 april 1941, efter axelmakternas invasion av Jugoslavien, upprättades den Oberoende staten Kroatien av den kroatiska fascistiska organisationen Ustaša. I november samma år arresterades hela Radićs familj av Ustaša, men Lepa och hennes syster Dara lyckades den 23 december att fly med hjälp av de jugoslaviska partisanerna. Efter att hon fritagits började Radić själv kämpa med partisanerna. Under en strid tidigt 1943 med medlemmar ur 7. SS-Freiwilligen-Gebirgs-Division Prinz Eugen, en Waffen-SS-division med uppgift att bekämpa partisaner i Jugoslavien, tillfångatogs Radić och blev bortförd till Bosanska Krupa. Hon torterades i flera dagar och blev sedan dömd till döden genom hängning. På avrättningsplatsen erbjöds Radić fri lejd av tyskarna, i utbyte mot att hon uppgav namnen på sina kamrater inom partisanstyrkorna och det kommunistiska partiet. Hon vägrade dock med orden: 
"Jag är inte en förrädare mot mitt folk. De ni frågar om kommer att avslöja sina namn efter att de har lyckats med att utplåna er förbrytare till siste man."
Lepa Radić avrättades offentligt genom hängning i Bosanska Krupa kring den 11 februari 1943, vid en ålder av 17 år.

## Bilder

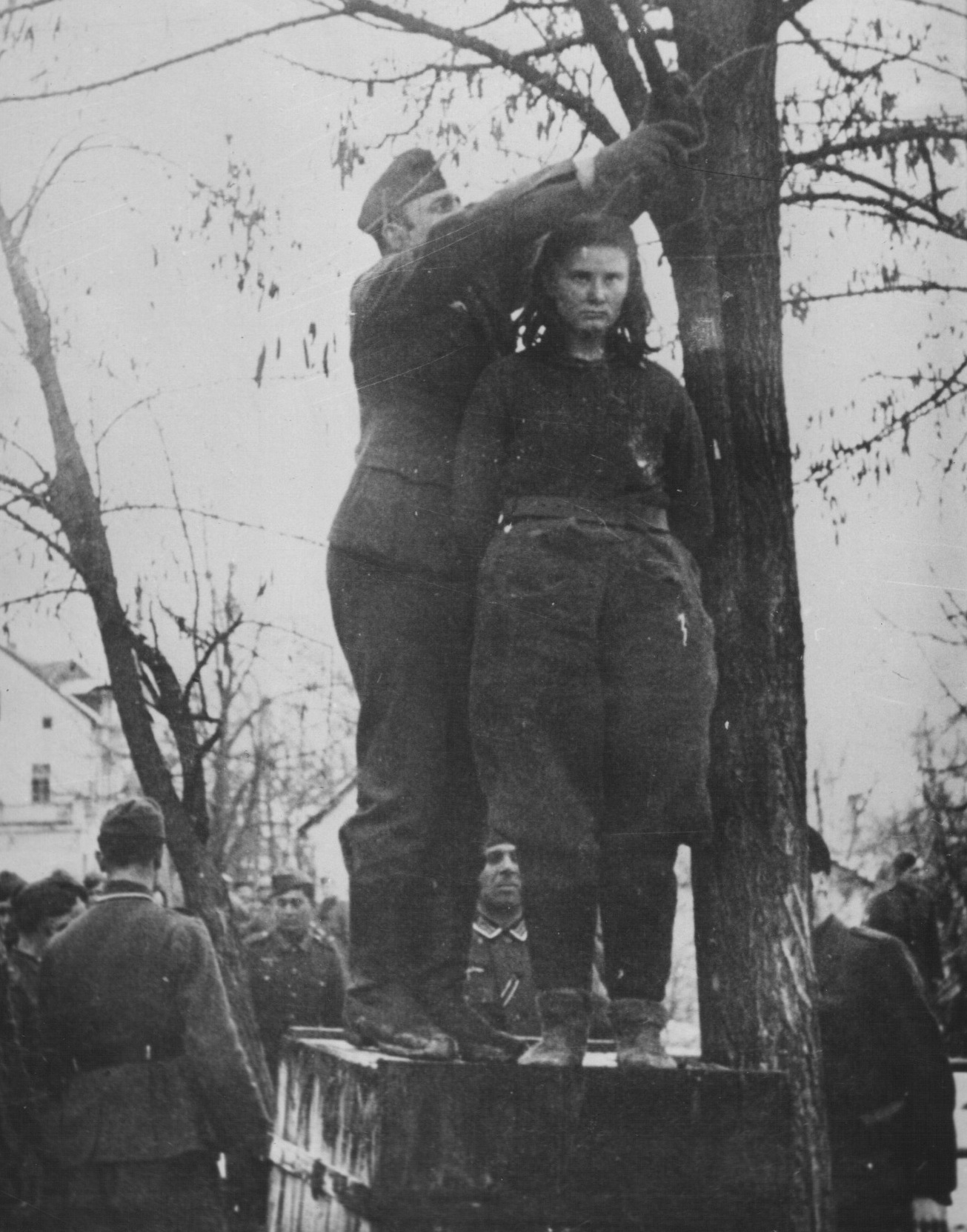
Lepa Radić inför hängningen i februari 1943.
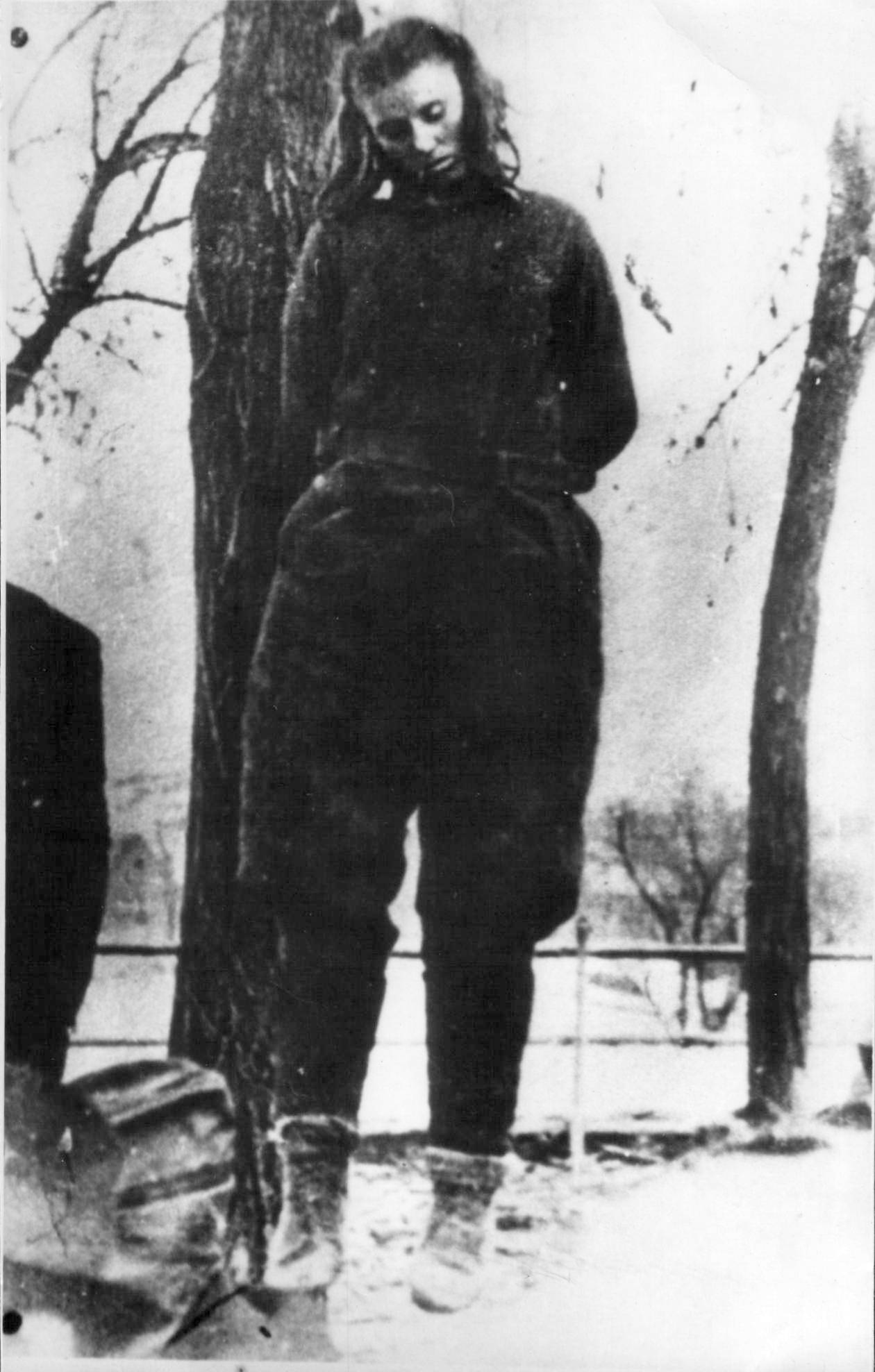
Lepa Radić hängd.
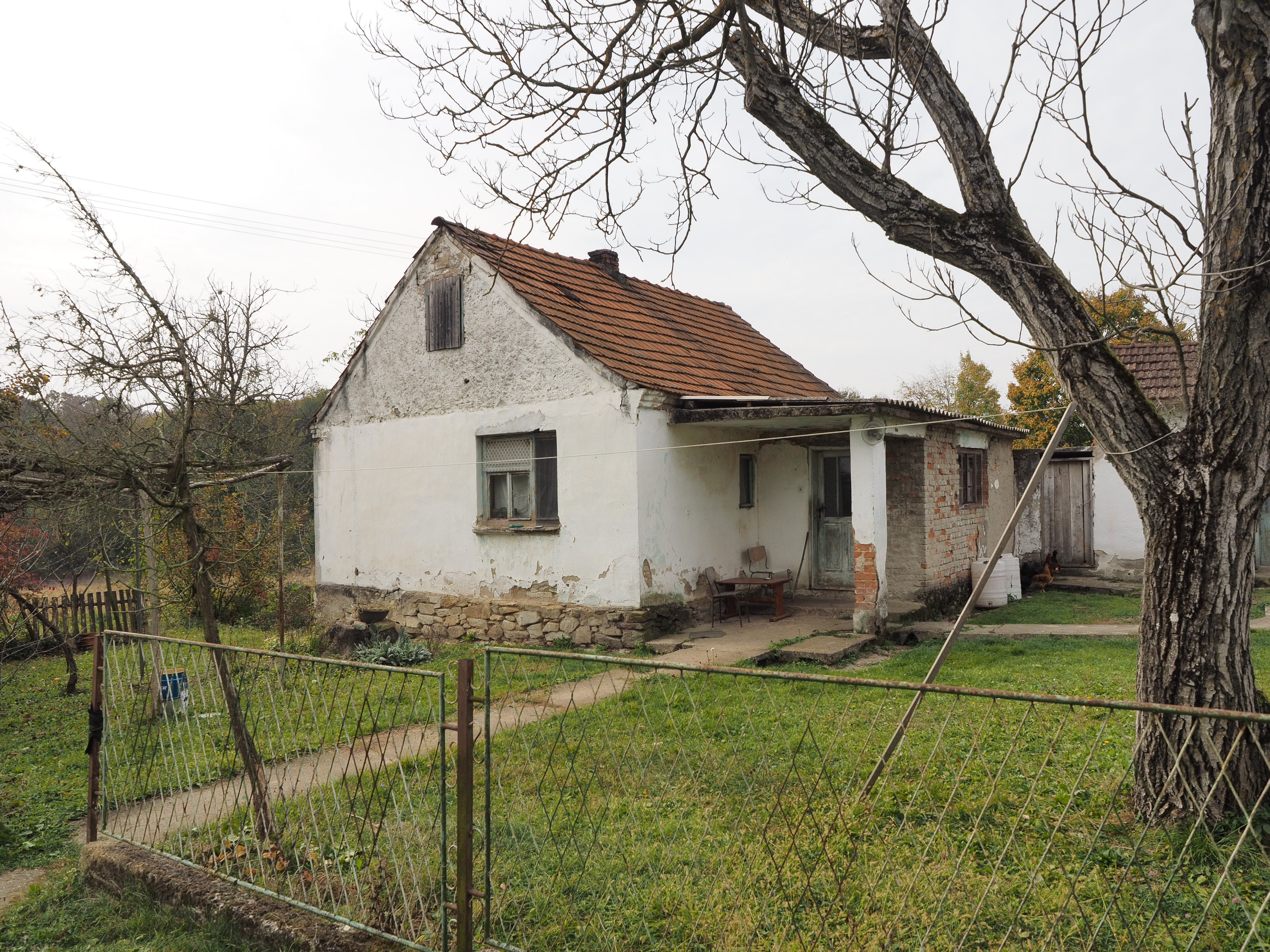
Födelseplatsen Gašnica, ursprungliga byggnaden förstördes i kriget.
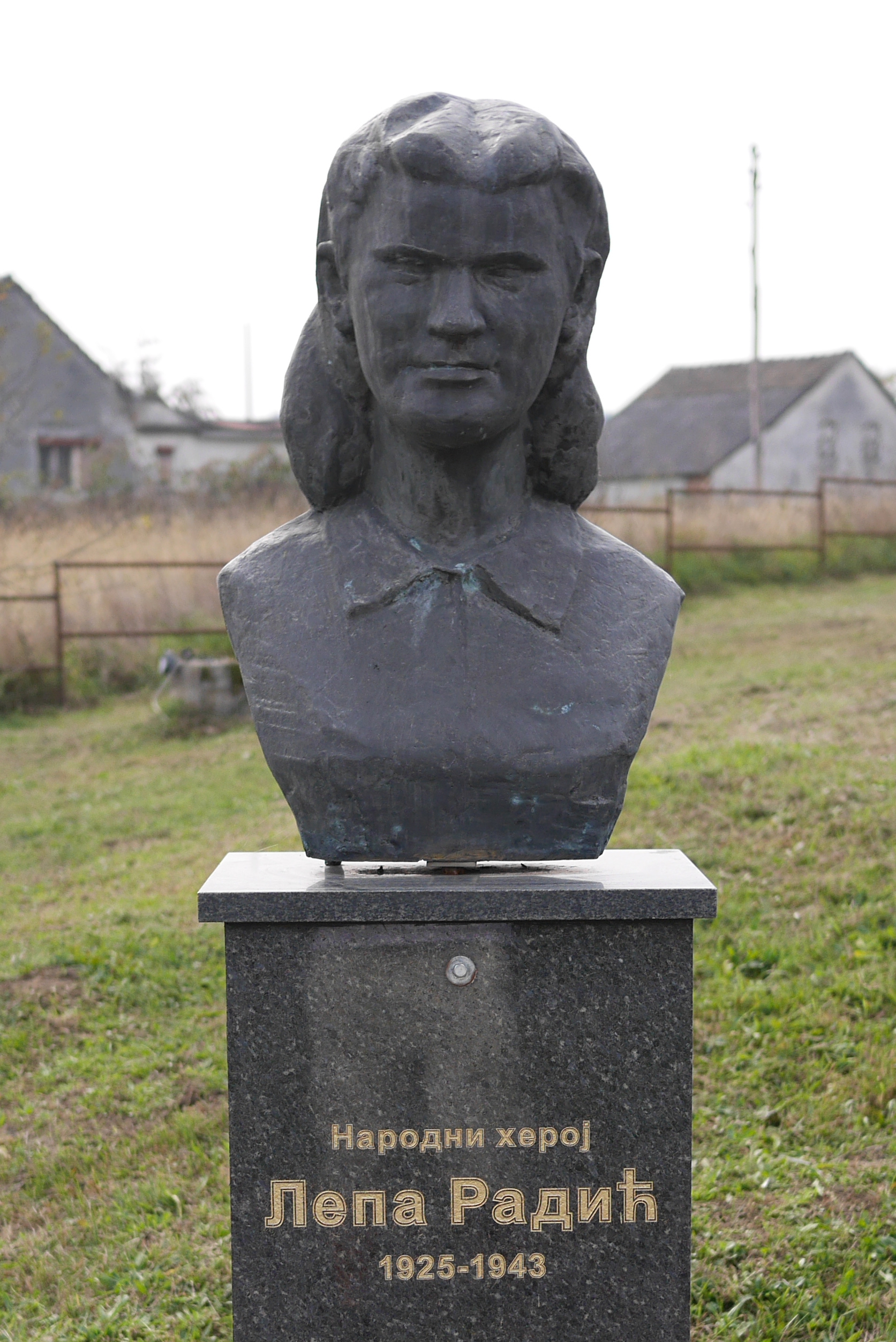
Byst av Lepa Radić i minneslunden i Bistrica.